# Stephan Kunz
Stephan Kunz (* 31. Januar 1972 in Vaduz) ist ein ehemaliger liechtensteinischer Skilangläufer.

## Werdegang
Kunz, der für den SC Triesenberg startete, lief im Dezember 1993 in Davos sein erstes Rennen im Skilanglauf-Weltcup und belegte dabei den 110. Platz über 15 km Freistil. Im folgenden Monat absolvierte er in Oberhof sein erstes Rennen im Continental-Cup und errang dabei den 31. Platz über 15 km Freistil. Seine beste Platzierung bei den Olympischen Winterspielen 1994 in Lillehammer war der 38. Platz über 50 km klassisch. Im folgenden Jahr kam er bei den Nordischen Skiweltmeisterschaften 1995 in Thunder Bay auf den 59. Platz über 30 km klassisch, auf den 52. Rang über 50 km Freistil, auf den 41. Platz in der Verfolgung und auf den 39. Platz über 10 km klassisch. Zu Beginn der Saison 1996/97 holte er in Brusson mit dem 29. Platz über 15 km Freistil seine ersten Weltcuppunkte. Im weiteren Saisonverlauf kam er bei den Nordischen Skiweltmeisterschaften 1997 in Trondheim mit dem 23. Platz über 30 km Freistil erneut in die Punkteränge. Sein bestes Resultat bei den Olympischen Winterspielen 1998 in Nagano war der 14. Platz über 30 km klassisch. Bei den Nordischen Skiweltmeisterschaften 1999 in Ramsau am Dachstein belegte er den 27. Platz über 30 km Freistil. Zu Beginn der Saison 1999/2000 erreichte er in Sappada mit Platz zwei über 15 km Freistil und Platz drei in der anschließenden Verfolgung seine ersten Podestplatzierungen im Weltcup. Im weiteren Saisonverlauf kam er fünfmal unter die ersten Zehn, darunter Platz drei über 30 km Freistil in Moskau und belegte damit den 11. Platz im Langdistanzweltcup, den siebten Rang im Gesamtweltcup und den sechsten Platz im Mitteldistanzweltcup. Im Jahr 2000 wurde er Sportler des Jahres in Liechtenstein. Im Januar 2001 gewann er in Abtenau über 15 km Freistil sein einziges Rennen im Continental-Cup. Bei den Nordischen Skiweltmeisterschaften 2001 in Lahti gelang ihn der 39. Platz über 50 km Freistil, der 28. Rang im Sprint und der 22. Platz im Skiathlon. Im folgenden Jahr belegte er bei den Olympischen Winterspielen in Salt Lake City den 43. Platz im Skiathlon, den 31. Rang im Massenstartrennen über 30 km Freistil und den 22. Platz im Sprint. Seine letzten internationalen Rennen lief er bei den Nordischen Skiweltmeisterschaften 2003 im Val di Fiemme. Dort kam er auf den 39. Platz im Sprint, auf den 34. Rang im Skiathlon, auf den 15. Platz über 50 km Freistil und auf den 14. Platz über 15 km klassisch. Bei Schweizer Meisterschaften siegte er 1998 und 1999 über 50 km Freistil.

## Teilnahmen an Weltmeisterschaften und Olympischen Winterspielen

### Olympische Spiele
- 1994 Lillehammer: 38. Platz 50 km klassisch, 55. Platz 30 km Freistil, 64. Platz 25 km Verfolgung, 76. Platz 10 km klassisch
- 1998 Nagano: 14. Platz 30 km klassisch, 28. Platz 50 km Freistil, 34. Platz 25 km Verfolgung, 57. Platz 10 km klassisch
- 2002 Salt Lake City: 22. Platz Sprint Freistil, 31. Platz 30 km Freistil Massenstart, 43. Platz 20 km Skiathlon

### Nordische Skiweltmeisterschaften
- 1995 Thunder Bay: 39. Platz 10 km klassisch, 41. Platz 25 km Verfolgung, 52. Platz 50 km Freistil, 59. Platz 30 km klassisch
- 1997 Trondheim: 23. Platz 30 km Freistil, 25. Platz 25 km Verfolgung, 26. Platz 10 km klassisch, 32. Platz 50 km klassisch
- 1999 Ramsau: 27. Platz 30 km Freistil
- 2001 Lahti: 22. Platz 20 km Skiathlon, 28. Platz Sprint Freistil, 39. Platz 50 km Freistil
- 2003 Val di Fiemme: 14. Platz 15 km klassisch, 15. Platz 50 km Freistil, 34. Platz 20 km Skiathlon, 39. Platz Sprint Freistil

## Siege bei Continental-Cup-Rennen
| Nr. | Datum          | Ort     | Disziplin      | Serie           |
| --- | -------------- | ------- | -------------- | --------------- |
| 1.  | 6. Januar 2001 | Abtenau | 15 km Freistil | Continental Cup |

## Platzierungen im Weltcup

### Weltcup-Statistik
Die Tabelle zeigt die erreichten Platzierungen im Einzelnen.
- 1.–3. Platz: Anzahl der Podiumsplatzierungen
- Top 10: Anzahl der Platzierungen unter den ersten zehn
- Punkteränge: Anzahl der Platzierungen innerhalb der Punkteränge
- Starts: Anzahl gelaufener Rennen in der jeweiligen Disziplin
- Hinweis: Bei den Distanzrennen erfolgt die Einordnung gemäß FIS.

| Platzierung         | Distanzrennen a | Distanzrennen a | Distanzrennen a | Distanzrennen a | Distanzrennen a | Skiathlon Verfolgung | Sprint | Etappen- rennen b | Gesamt | Team c | Team c  |
| Platzierung         | ≤ 5 km          | ≤ 10 km         | ≤ 15 km         | ≤ 30 km         | > 30 km         | Skiathlon Verfolgung | Sprint | Etappen- rennen b | Gesamt | Sprint | Staffel |
| ------------------- | --------------- | --------------- | --------------- | --------------- | --------------- | -------------------- | ------ | ----------------- | ------ | ------ | ------- |
| 1. Platz            |                 |                 |                 |                 |                 |                      |        |                   |        |        |         |
| 2. Platz            |                 |                 | 1               |                 |                 |                      |        |                   | 1      |        |         |
| 3. Platz            |                 |                 |                 | 1               |                 | 1                    |        |                   | 2      |        |         |
| Top 10              |                 | 1               | 2               | 1               |                 | 2                    | 1      |                   | 7      |        |         |
| Punkteränge         |                 | 8               | 7               | 7               | 5               | 4                    | 7      |                   | 38     |        |         |
| Starts              |                 | 22              | 22              | 21              | 8               | 10                   | 13     |                   | 96     |        |         |
| Stand: Karriereende |                 |                 |                 |                 |                 |                      |        |                   |        |        |         |

### Weltcup-Gesamtplatzierungen
| Saison    | Gesamt | Gesamt | Mitteldistanz | Mitteldistanz | Langdistanz | Langdistanz | Sprint | Sprint |
| Saison    | Punkte | Platz  | Punkte        | Platz         | Punkte      | Platz       | Punkte | Platz  |
| --------- | ------ | ------ | ------------- | ------------- | ----------- | ----------- | ------ | ------ |
| 1996/97   | 16     | 64.    | -             | -             | -           | -           | 2      | 74.    |
| 1997/98   | 13     | 69.    | -             | -             | 10          | 48.         | 3      | 74.    |
| 1998/99   | 65     | 40.    | -             | -             | 22          | 35.         | 78     | 29.    |
| 1999/2000 | 378    | 7.     | 231           | 6.            | 99          | 11.         | 48     | 33.    |
| 2000/01   | -      | -      | -             | -             | -           | -           | -      | -      |
| 2001/02   | 81     | 55.    | -             | -             | -           | -           | 37     | 37.    |
| 2002/03   | 26     | 82.    | -             | -             | -           | -           | -      | -      |